# Duas Estradas
Duas Estradas is een gemeente in de Braziliaanse deelstaat Paraíba. De gemeente telt 3.855 inwoners (schatting 2009).